# Stefan Starczewski
Stefan Augustyn Starczewski, ps. Samuel (ur. 27 maja 1935 w Konstancinie k. Warszawy, zm. 2 października 2014 w Warszawie) – polonista, pedagog, socjolog kultury, doktor socjologii, działacz opozycji demokratycznej w Polsce w czasach PRL, jeden z twórców i działacz Komitetu Helsińskiego w Polsce. Mąż Krystyny Starczewskiej. Po ich rozstaniu poślubił Joannę Marczewską.

## Życiorys
Stefan Starczewski studiował filologię polską i socjologię na Uniwersytecie Warszawskim. W latach 60. i 70. kształcił kadry dla organizacji i instytucji kulturalnych jako m.in. dyrektor Państwowego Studium Oświaty i Kultury, wykładowca na Wydziale Pedagogicznym UW i główny specjalista ds. zawodowego doskonalenia pracowników kultury MKiS.
W 1976 był wśród osób, które po wydarzeniach w Radomiu i Ursusie ruszyły w sierpniu i wrześniu 1976 z pomocą prześladowanym uczestnikom zajść. We wrześniu i październiku Grzegorz Boguta, Zbigniew Romaszewski i Stefan Starczewski rozpoczęli akcję zbierania indywidualnych skarg osób represjonowanych i ich rodzin do Prokuratury Generalnej PRL. Skargi zawierały relacje, dotyczące pobić, ścieżek zdrowia, torturowania zatrzymanych.
W 1977, gdy powstało pismo „Zapis”, pracował w jego kolportażu.
W latach 70. współpracował m.in. z Uniwersytetem Ludowym w Radawnicy.
Był współpracownikiem KOR-u (później KSS „KOR”) i Biura Interwencyjnego KSS KOR. W 1978 był wśród założycieli pierwszego polskiego niezależnego kwartalnika politycznego – „Krytyki” i został jego pierwszym redaktorem naczelnym. Był nim do 1981.
W 1981 został kierownikiem Zespołu Oświaty NSZZ „Solidarność” i był szefem grupy negocjującej w sprawach oświaty. Od 13 grudnia 1981 do sierpnia 1982 był internowany w Białołęce. Od jesieni 1982 był członkiem Komitetu Helsińskiego w Polsce. Jednocześnie był członkiem redakcji niezależnego pisma „KOS” (do 1989). Pierwszy numer „KOS-a” ukazał się już 31 stycznia 1982. Do 1989 wydano 165 jego numerów.
W 1988 został członkiem Komitetu Obywatelskiego „Solidarność” i w 1989 był uczestnikiem rozmów Okrągłego Stołu – był członkiem podzespołu ds. nauki, oświaty i postępu technicznego.
W 1989 został wiceministrem kultury w rządzie Tadeusza Mazowieckiego. Był działaczem ROAD, Unii Demokratycznej i Unii Wolności, w czasie wyborów parlamentarnych w Polsce w 2001 był członkiem Wyborczego Komitetu Honorowego UW.
Był redaktorem działu „Kultura narodowa” w opracowaniu: Księga „Dziesięciolecia Polski Niepodległej” pod redakcją Waldemara Kuczyńskiego. W latach 90. wykładał także na UW.
W 2002 wystąpił – jako prowadzący – w filmie „Powtórka z życia” w reżyserii Rafała Mierzejewskiego i według scenariusza Mirosława Chojeckiego i Janusza Wejcherta. Film przedstawia „rywalizację” świąt 1 maja i 3 maja na przestrzeni ostatniego stulecia.
Syn Piotra i Zofii. Został pochowany na cmentarzu ewangelicko-augsburskim w Warszawie (kolumbarium-1-5).

## Członkostwo w organizacjach
Stefan Starczewski był:
- dyrektorem programowym i członkiem Zarządu Fundacji Kultury w latach 1992–2003,
- przewodniczącym Komisji Literackiej Fundacji Kultury,
- przewodniczącym Rady Fundacji Sztuka i Współczesność,
- prezesem Stowarzyszenia „Inicjatywa 33” (od 2004)[11], ponadto był członkiem:
- Rady Helsińskiej Fundacji Praw Człowieka,
- Komitetu Helsińskiego w Polsce. Pozostałymi członkami są: Halina Bortnowska Dąbrowska, Teresa Bogucka, Janusz Grzelak, Zbigniew Hołda, Jacek Kurczewski, Wojciech Maziarski, Michał Nawrocki, Marek Antoni Nowicki, Danuta Przywara, Andrzej Rzepliński i Marek Safjan[12],
- Rady Fundacji Kultury,
- Kapituły Nagrody Wielkiej Fundacji Kultury, która jest przyznawana corocznie – od 1993 – wybranym twórcom lub zespołom twórców za wybitne osiągnięcia w dziedzinie kultury. Poza Starczewskim w skład Kapituły wchodzą: Izabella Cywińska, Jan Englert, Maria Janion, Wojciech Krukowski, Edward Pałłasz, Sławomir Pietras, Andrzej Rottermund, Włodzimierz Staniewski, Andrzej Werner i Krzysztof Zanussi[13]
- Rady Programowej Stowarzyszenie przeciw Antysemityzmowi i Ksenofobii „Otwarta Rzeczpospolita”.

## Odznaczenia
23 września 2006 Prezydent Rzeczypospolitej Polskiej Lech Kaczyński w 30. rocznicę powstania Komitetu Obrony Robotników odznaczył Stefana Starczewskiego Krzyżem Komandorskim z Gwiazdą Orderu Odrodzenia Polski.